# جورج ویتاکر (ورزشکار)
جورج ویتاکر (انگلیسی: George Whitaker; ۲۵ اوت ۱۸۶۴ – ۲۳ اوت ۱۹۳۷) ورزشکار اهل بریتانیا بود.
وی در مسابقات کشوری و بین‌المللی در مجموع برندهٔ ۱ مدال نقره، ۱ مدال برنز شده‌است.